# Discrimination au logement
La discrimination au logement le fait de recourir à des motifs discriminatoires prohibés par la loi lors de la conclusion d'un acte juridique visant un logement.

## Droit américain
Aux États-Unis l'office du logement juste de l'égalité des chances (Office of Fair Housing and Equal Opportunity -FHEO) du département du Logement et du Développement urbain des États-Unis s'occupe de garantir l'égal accès au logement de tous les citoyens.

## Droit français
En France, la discrimination au logement est la discrimination basée sur le statut d'une classe protégée en considérant la race ; le genre; l'ethnicité ; la religion ; l'âge ; la nationalité ; l'incapacité ; l'orientation sexuelle, le sexe ou l'identité de genre et l'état civil, familial ou d'ancien combattant dans le domaine du logement ou le marché immobilier.
Il y a quatre types de discrimination de logement: de contrat de bail, de vente, d'emprunt ou d'hypothèque et d'assurance habitation.

## Droit québécois (Canada)
En droit québécois, l'article 12 de la Charte des droits et libertés de la personne interdit de refuser de conclure un acte juridique ayant pour objet des biens ou des services ordinairement offerts au public. L'art. 13 CDLP interdit de stipuler une clause discriminatoire dans un acte juridique. L'art. 10 CDLP énonce le droit à l'égalité dans l'exercice des droits de même que les catégories de discriminations prohibées.